# Georg Christoph Kilian

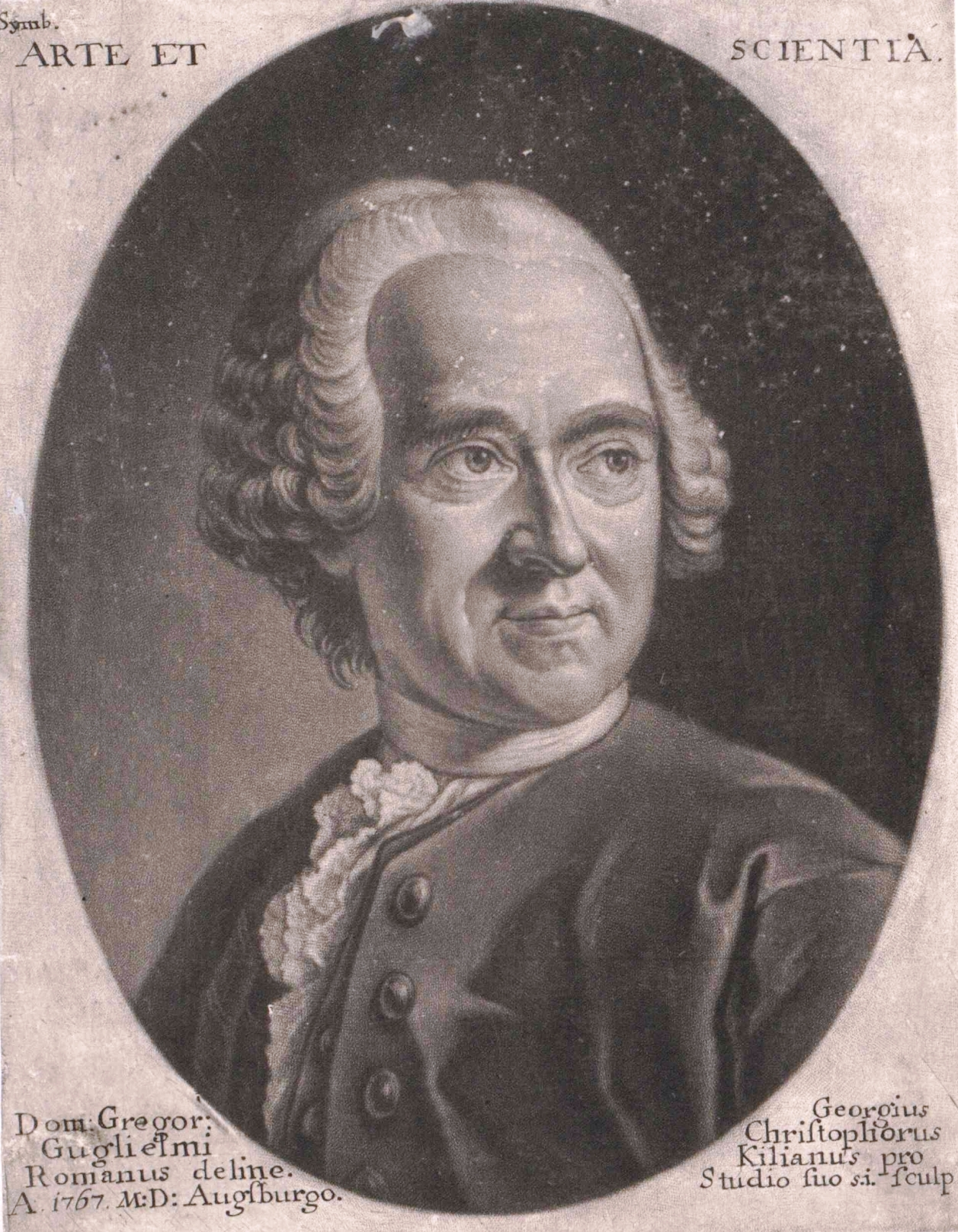
Georg Christoph Kilian (1767)

Georg Christoph Kilian (* 4. Januar 1709 in Augsburg; † 15. Juni 1781 ebenda) war ein deutscher Kupferstecher und Verleger.

## Leben
Georg Christoph Kilian war ein Mitglied der Kupferstecherfamilie Kilian, ein Sohn von Georg Kilian (1683–1745) und dessen Ehefrau Juliane Maria, Tochter des Augsburger Diakons Göbel. Er wurde von seinem Vater ausgebildet. Nach Reisen und einem zeitweiligen Aufenthalt in Wien ließ er sich wieder in Augsburg nieder und war dort als Radierer und Verleger tätig.
Unter seinem Namen erschien 1797 in Augsburg ein vierbändiges Künstlerlexikon. Es enthält kurze Lebensbeschreibungen von 223 Künstlern mit deren Bildnissen in Umrisslinienradierung. Urheber der Porträts war Georg Christoph Kilian, doch war dieser beim Druck der Bände schon sechzehn Jahre tot, der Verfasser der biographischen Texte ist unbekannt.

## Werke
- Allgemeines Künstlerlexikon, oder Lebensbeschreibungen 223 berühmter Künstlern, Mahlern, und Kupferstechern [et]c. [et]c. und Anzeige ihrer Werke [et]c. [et]c. Mit ihren wohlgetroffenen Bildnissen in Contorni gestochen. 4 Bände, Veith, Augsburg 1797. (Digitalisate: Band 1; Band 2; Band 3; Band 4).